# Tomintoul (Écosse)
Tomintoul est un village situé dans le Moray, en Écosse. En 2011 la population de Tomintoul est estimée à 716 habitants.